# Падалино, Марко
Марко Падалино (итал. Marco Padalino; 8 декабря 1983, Лугано, Швейцария) — швейцарский футболист, полузащитник.

## Карьера

### Клубная
Падалино начал заниматься футболом в 4 года в одном из клубов Лугано. В 15 лет перешёл в главный клуб города, «Лугано», после банкротства которого перешёл в «Малькантоне». Игрой за эту команду он вызвал интерес скаутов итальянской «Катании». После успешного сезона перешёл в «Пьяченцу», где провёл три сезона. Летом 2008 года перешёл в «Сампдорию» за 2,5 миллиона евро. В начале сентября 2012 года перешёл в клуб «Виченца», выступающий в Серии Б.

### В сборной
В ноябре 2008 получил вызов в сборную Швейцарии, но не смог приехать из-за травмы. 11 февраля 2009 дебютировал за сборную в матче против Болгарии. 11 мая 2010 тренер сборной Швейцарии Оттмар Хитцфельд включил Падалино в состав на чемпионат мира. Это решение было воспринято в Швейцарии неоднозначно, так как игрок не имел в своём клубе достаточной игровой практики. В ЮАР, однако, полузащитник на поле не выходил.